# Phobia (album, Breaking Benjamin)
Phobia je třetí studiové album americké post-grungeové/alternativní metalové kapely Breaking Benjamin.

## Seznam skladeb
Autorem všech skladeb je Benjamin Burnley.
| Pořadí         | Název                | Délka |
| -------------- | -------------------- | ----- |
| 1.             | Intro                | 1:13  |
| 2.             | The Diary of Jane    | 3:20  |
| 3.             | Breath               | 3:38  |
| 4.             | You                  | 3:21  |
| 5.             | Evil Angel           | 3:41  |
| 6.             | Until the End        | 4:12  |
| 7.             | Dance with the Devil | 3:47  |
| 8.             | Topless              | 3:03  |
| 9.             | Here We Are          | 4:18  |
| 10.            | Unknown Soldier      | 3:46  |
| 11.            | Had Enough           | 3:50  |
| 12.            | You Fight Me         | 3:12  |
| 13.            | Outro                | 2:09  |
| Celková délka: | Celková délka:       | 43:30 |